# 池尻町
池尻町（いけしりちょう）は、愛知県田原市の地名。13の小字が設置されている。

## 地理

### 字一覧
字名は以下の通りである。
| - 赤岩（あかいわ） - 鰻沢（うなぎさわ） - 尾山塚（おやまづか） - 下り瀬古（くだりぜこ） - 下り畑（くだりばた） - 下田（しもだ） - 精進川（しょうじんがわ） | - 高土（たこど） - 中瀬古（なかぜこ） - 上り世古（のぼりぜこ） - 不毛原（ふもんばら） - 宮脇（みやわき） - 向山（むかいやま） |

## 世帯数と人口
2015年（平成27年）10月1日現在の世帯数と人口は以下の通りである。
| 町丁   | 世帯数  | 人口    |
| ------ | ------- | ------- |
| 池尻町 | 354世帯 | 1,309人 |

### 人口の変遷
国勢調査による人口の推移
| 2005年（平成17年） | 1,467人 | [ 6 ] |  |
| 2010年（平成22年） | 1,377人 | [ 7 ] |  |
| 2015年（平成27年） | 1,309人 | [ 2 ] |  |

## 学区
市立小・中学校に通う場合、学区は以下の通りとなる。また、公立高等学校に通う場合の学区は以下の通りとなる。
| 番・番地等 | 小学校             | 中学校               | 高等学校 |
| ---------- | ------------------ | -------------------- | -------- |
| 全域       | 田原市立若戸小学校 | 田原市立赤羽根中学校 | 三河学区 |

## 交通
- 国道42号（表浜街道）

## その他

### 日本郵便
- 郵便番号 : 441-3505[3]（集配局：田原郵便局[10]）。